# Antonio Battaglia
Antonio Battaglia (* 1918 in Buenos Aires, Argentinien; † 29. Oktober 2011 in León, Mexiko) war ein gebürtiger argentinischer und eingebürgerter mexikanischer Fußballspieler auf der Position eines Innenverteidigers.

## Leben

### Verein
Battaglia begann seine Profikarriere in seinem Heimatland Argentinien beim CA Vélez Sarsfield und spielte anschließend für die Boca Juniors und den Club Atlético Atlanta.
Mit Einstieg des mexikanischen Club León zur Saison 1944/45 in die ein Jahr zuvor eingeführte mexikanische Profiliga wurde er von diesem Verein verpflichtet, was seinem Leben eine neue Dimension verlieh.
Nicht nur spielte er in der vielleicht besten mexikanischen Mannschaft der späten 1940er und frühen 1950er Jahre, mit der er drei Meistertitel (1948, 1949 und 1952) gewann, sondern er lernte hier auch seine spätere Ehefrau Lolita James kennen, gründete mit ihr eine Familie und behielt seinen Lebensmittelpunkt bis zu seinem Tode im Alter von 93 Jahren in der Stadt León.

### Nationalmannschaft
Nach seiner Einbürgerung bestritt Battaglia alle fünf Länderspiele, die die mexikanische Nationalmannschaft im Rahmen ihrer Teilnahme an der 1952 in Chile erstmals ausgetragenen Panamerikanischen Fußballmeisterschaft absolvierte.

## Erfolge
- Mexikanischer Meister: 1948, 1949, 1952
- Mexikanischer Pokalsieger: 1949
- Mexikanischer Supercup: 1948, 1949